# Namyang-dong, Sacheon
Namyang-dong (koreanska: 남양동) är en stadsdel  i kommunen Sacheon i provinsen Södra Gyeongsang i den södra delen av Sydkorea, 305 km söder om huvudstaden Seoul. 
Området var tidigare en del av staden Samcheonpo. År 1995 slogs Samcheonpo samman med landskommunen Sacheon-gun och bildade den nuvarande kommunen.